# Polakker
Polakkerne (sing. polak, polsk: Polacy, mask. Polak, fem. Polka) er et vestslavisk folkeslag fra Centraleuropa med stor germansk, keltisk og baltisk herkomst. Langt størstedelen af det polske folk bor i Polen (38,5 millioner), men der er også store grupper af udvandrede etniske polakker i først og fremmest USA og Canada. Der findes også et gammelt mindretal af polakker i blandt andet Litauen, Letland, Ukraine, Hviderusland, Rusland og Rumænien. I alt regner man med, at der udenfor Polens grænser lever yderligere 10-20 millioner polakker (Polonia). Polakker taler polsk, som er et indoeuropæisk sprog fra den slaviske sprogstamme.